# 幽遊白書 (動畫)
《幽遊白書》是改編自冨樫義博的同名漫畫的電視動畫，由Studio Pierrot製作，於1992年10月10日至1995年1月7日在富士電視網播出，全112話。
台灣於1997年2月2日至2001年1月9日在中視播出，後來分別於2013年在Animax以及2021年在八大綜合台播出。香港於1995年10月8日至1997年1月12日在無綫電視翡翠台播出。

## 登場角色
| 浦飯幽助         | 佐佐木望                | 郭志權                                   | 劉傑                  | 鈕凱暘               | 鈕凱暘        |
| 桑原和真         | 千葉繁                  | 招世亮                                   | 陳進益                | 馬伯強               | 梁興昌        |
| 藏馬／南野秀一   | 緒方惠美 中原茂（妖狐） | 陳欣                                     | 蔣篤慧                | 胡鎮璽（妖狐）       | 張乃文        |
| 飛影             | 檜山修之                | 林保全                                   | 陳進益                | 馬伯強 王希華        | 李世揚        |
| 次要角色         |                         |                                          |                       |                      |               |
| 小閻王           | 田中真弓                | 袁淑珍 雷碧娜                            | 姚敏敏                |                      | 張乃文        |
| 牡丹             | 深雪早苗                | 鄭麗麗                                   | 朱憶華                | 穆宣名               | 邱涵菲        |
| 雪村螢子         | 天野由梨                | 梁少霞                                   | 姚敏敏                | 穆宣名               | 張乃文        |
| 幻海             | 京田尚子 林原惠（少女） | 陸惠玲                                   | 蔣篤慧                |                      | 張乃文        |
| 雪菜             | 白鳥由里                | 林元春 沈小蘭（代配）                    | 姚敏敏 蔣篤慧         | 邱涵菲               |               |
| 喬琪早乙女       | 西村知道                | 黃子敬 源家祥                            | 于正昌 劉傑           | 胡鎮璽               | 梁興昌        |
| 親屬相關者       |                         |                                          |                       |                      |               |
| 浦飯相關者       |                         |                                          |                       |                      |               |
| 浦飯溫子         | 澤海陽子                | 蔡惠萍                                   | 蔣篤慧                |                      | 邱涵菲        |
| 桑原相關者       |                         |                                          |                       |                      |               |
| 桑原靜流         | 折笠愛                  | 黃鳳英                                   | 蔣篤慧                |                      | 張乃文        |
| 藏馬相關者       |                         |                                          |                       |                      |               |
| 南野志保利       | 瀧澤久美子 佐藤百合     | 林丹鳳 陸惠玲                            |                       | 穆宣名               | 連思宇        |
| 畑中秀一         | 深水由美                | 黃鳳英                                   |                       | 穆宣名               |               |
| 飛影相關者       |                         |                                          |                       |                      |               |
| 冰菜             | 川村萬梨阿              | 鄭麗麗                                   |                       | 穆宣名               | 邱涵菲        |
| 淚               | 水谷優子                | 袁淑珍                                   |                       | 穆宣名               | 馮嘉德        |
| 冰女長老         | 麻生美代子              | 區瑞華                                   |                       |                      | 馮嘉德        |
| 飛影的養父       | 稻葉實                  | 盧國權                                   |                       | 胡鎮璽               | 梁興昌        |
| 雪村相關者       |                         |                                          |                       |                      |               |
| 螢子的父親       | 荒川太郎                | 陳永信                                   |                       | 王希華               | 宋克軍        |
| 螢子的母親       | 緒方惠美                | 盧素娟                                   |                       |                      | 張乃文        |
| 皿屋敷中學       |                         |                                          |                       |                      |               |
| 教師             |                         |                                          |                       |                      |               |
| 竹中             | 西村知道                | 盧國權                                   | 徐健春                | 王希華               | 宋克軍        |
| 岩本             | 稻葉實                  | 黃子敬 馮錦堂（代配）                    | 徐健春                | 王希華               | 李世揚        |
| 明石             | 西川幾雄                | 林保全                                   | 劉傑                  | 胡鎮璽               | 宋克軍        |
| 學生             |                         |                                          |                       |                      |               |
| 大久保           | 宇垣秀成                | 李錦綸                                   |                       | 胡鎮璽               | 李世揚        |
| 桐島             | 真殿光昭                | 馮錦堂                                   |                       | 馬伯強 鈕凱暘        | 宋克軍        |
| 澤村             | 關口英司                | 張錦江                                   |                       | 王希華               | 李世揚        |
| 夏子             | 大谷育江                |                                          |                       |                      | 邱涵菲        |
| 雙馬尾少女       | 緒方惠美                |                                          |                       | 張乃文               |               |
| 靈界相關者       |                         |                                          |                       |                      |               |
| 靈界首領         |                         |                                          |                       |                      |               |
| 閻魔大王         | 福田信昭                | 盧國權                                   |                       | 王希華               | 李世揚        |
| 靈界引路人       |                         |                                          |                       |                      |               |
| 菖蒲             | 龜井芳子                |                                          |                       | 穆宣名               | 邱涵菲        |
| 莉娜             | 不明                    |                                          |                       | 穆宣名               | 張乃文        |
| 靈界特別防衛隊   |                         |                                          |                       |                      |               |
| 大竹             | 中村秀利                |                                          | 陳進益                | 王希華               | 宋克軍        |
| 舜潤             | 伊藤和晃                |                                          |                       | 胡鎮璽               | 宋克軍        |
| 翁法             | 岸本光正                |                                          |                       | 鈕凱暘               | 李世揚        |
| 草雷             | 冰上恭子                |                                          |                       | 穆宣名               | 邱涵菲        |
| 才頭             | 喜田亞由美              |                                          |                       | 穆宣名               | 張乃文        |
| 俠妃             | 雨蘭咲木子              |                                          |                       |                      | 邱涵菲        |
| 倫霞             | 石井康嗣                |                                          |                       | 馬伯強               | 李世揚        |
| 蘑菇頭特防隊員   | 高山勉                  |                                          |                       | 胡鎮璽               | 李世揚        |
| 香腸嘴特防隊員   | 石田敦                  |                                          |                       | 馬伯強               | 梁興昌        |
| 靈界獸           |                         |                                          |                       |                      |               |
| 小波             | 白鳥由里                |                                          |                       |                      | 邱涵菲        |
| 「靈界偵探篇」   |                         |                                          |                       |                      |               |
| 小勝             | 大谷育江                | 黃鳳英                                   |                       | 穆宣名               | 邱涵菲        |
| 小勝的母親       | 緒方惠美                | 盧素娟                                   |                       |                      | 張乃文        |
| 莎也加           | 白鳥由里                | 陸惠玲                                   |                       | 楊詩穎               |               |
| 累中不良首領     | 子安武人                | 陳維舜                                   |                       | 王希華               | 李世揚        |
| 邪鬼             | 子安武人                | 陳永信                                   |                       | 王希華               | 李世揚        |
| 剛鬼             | 若本規夫                | 霍波                                     | 于正昌                | 胡鎮璽               | 宋克軍        |
| 「奧義繼承篇」   |                         |                                          |                       |                      |               |
| 亂童／少林       | 井上瑤                  | 馮錦堂                                   | 蔣篤慧                | 石采薇               | 楊詩穎        |
| 風丸             | 真殿光昭                | 黎偉明                                   | 于正昌                | 胡鎮璽               | 李世揚        |
| 牙野             | 中村秀利                | 張炳強                                   | 陳進益                | 馬伯強               | 宋克軍        |
| 武藏             | 荒川太郎                | 張錦江                                   | 于正昌                | 胡鎮璽               | 李世揚        |
| 黑田             | 城山知馨夫              | 盧國權                                   | 徐健春                | 王希華               | 宋克軍        |
| 珍寶             | 西村知道                | 梁耀昌                                   | 劉傑                  | 鈕凱暘               | 梁興昌        |
| 蝙蝠魔           | 千葉繁                  | 梁耀昌                                   |                       | 穆宣名               | 宋克軍        |
| 「四聖獸篇」     |                         |                                          |                       |                      |               |
| 朱雀             | 飛田展男                | 何國星                                   | 于正昌                | 胡鎮璽               | 李世揚        |
| 青龍             | 千田光男                | 黃子敬                                   | 徐健春                | 王希華               | 梁興昌        |
| 白虎             | 渡部猛                  | 李錦綸                                   | 于正昌                | 胡鎮璽               | 宋克軍        |
| 玄武             | 島香裕                  | 梁耀昌                                   | 劉傑                  | 鈕凱暘               | 李世揚        |
| 姆魯克           | 橫山智佐                | 雷碧娜                                   |                       |                      | 邱涵菲        |
| 大眼妖           |                         | 陳永信                                   |                       | 馬伯強               | 宋克軍        |
| 腐餓鬼           |                         | 何國星 黃子敬 李錦綸 梁耀昌              |                       | 胡鎮璽 王希華        | 宋克軍 李世揚 |
| 「雪菜救出篇」   |                         |                                          |                       |                      |               |
| 垂金權造         | 緒方賢一                | 陳永信                                   | 徐健春                | 王希華               | 李世揚        |
| 坂下             | 鈴木勝美                | 林國雄                                   | 于正昌                | 胡鎮璽               | 宋克軍        |
| 蛭江             | 二又一成                | 李錦綸                                   | 于正昌                | 胡鎮璽               | 宋克軍        |
| 魅由鬼           | 水原琳                  | 謝潔貞                                   | 蔣篤慧                | 石采薇               | 張乃文        |
| 隱魔鬼           | 野島昭生                | 陳維舜                                   | 于正昌                | 王希華               | 喬資淯        |
| 獄門鬼           | 島香裕                  | 梁耀昌                                   | 劉傑                  | 胡鎮璽               | 宋克軍        |
| 光頭BBC成員      | 植村達雄                |                                          |                       | 鈕凱暘               | 鈕凱暘        |
| 捲髮BBC成員      | 品川徹                  |                                          |                       | 胡鎮璽               | 宋克軍        |
| 白鬍BBC成員      |                         |                                          |                       | 王希華               | 喬資淯        |
| 雪菜的看護人     | 森川智之                |                                          |                       | 胡鎮璽               | 李世揚        |
| 「暗黑武術會篇」 |                         |                                          |                       |                      |               |
| 戶愚呂隊         |                         |                                          |                       |                      |               |
| 戶愚呂弟         | 玄田哲章                | 黎偉明                                   | 陳進益 于正昌         | 馬伯強               | 宋克軍        |
| 戶愚呂兄         | 鈴木勝美                | 馮錦堂 陳維舜                            | 于正昌 劉傑           | 鈕凱暘               | 鈕凱暘        |
| 左京             | 古田信幸                | 張錦江                                   | 于正昌                | 胡鎮璽               | 宋克軍        |
| 鴉               | 堀川亮                  | 馮錦堂                                   | 徐健春                | 王希華               | 李世揚        |
| 武威             | 金尾哲夫                | 陳永信                                   | 于正昌                | 胡鎮璽               | 梁興昌        |
| 六遊怪隊         |                         |                                          |                       |                      |               |
| 酎               | 若本規夫                | 李錦綸 黎偉明                            | 徐健春                | 王希華               | 宋克軍        |
| 鈴駒             | 近藤玲子                | 盧素娟                                   | 蔣篤慧                |                      | 邱涵菲        |
| 是流             | 真殿光昭                | 何國星                                   | 于正昌                | 胡鎮璽               | 鈕凱暘        |
| 呂屠             | 森川智之                | 馮錦堂                                   | 徐健春                | 王希華               | 徐偉翔        |
| 威摩陣           | 西村知道                |                                          |                       | 胡鎮璽               | 李世揚        |
| 牙王             | 宇垣秀成                |                                          |                       | 鈕凱暘               | 梁興昌        |
| 權田原助造       | 中村秀利                |                                          |                       | 王希華               | 李世揚        |
| 獨眼牛隊         |                         |                                          |                       |                      |               |
| 獨眼牛           | 宇垣秀成                |                                          |                       | 鈕凱暘               | 李世揚        |
| 魔界狂戰士隊     |                         |                                          |                       |                      |               |
| 黃玉             | 稻葉實                  |                                          | 于正昌                | 王希華               | 周學禮        |
| 弩洲濃           | 宇垣秀成                |                                          |                       | 王希華               | 梁興昌        |
| 豪里羅           | 西村知道                |                                          | 鈕凱暘                | 周學禮               |               |
| 馬馬鬼           | 檜山修之                |                                          | 鈕凱暘                |                      | 李世揚        |
| 我我鬼           | 森川智之                |                                          |                       | 胡鎮璽               | 鈕凱暘        |
| 羅愚毘           | 福田信昭                |                                          | 陳進益                | 馬伯強               | 李世揚        |
| 一垣博士隊       |                         |                                          |                       |                      |               |
| 一垣博士         | 槐柳二                  | 黃子敬                                   | 于正昌                | 王希華               | 宋克軍        |
| 圓／M-1號        | 龜井芳子                | 馮錦堂                                   | 于正昌                | 穆宣名               | 邱涵菲        |
| 梁／M-2號        | 荒川太郎                | 林國雄                                   | 陳進益                | 胡鎮璽               | 李世揚        |
| 魁／M-3號        | 中村大樹                | 李錦綸                                   | 徐健春                | 王希華               | 宋克軍        |
| M-4號            | 西村知道                |                                          | 于正昌                | 胡鎮璽               | 周學禮        |
| M-5號            |                         |                                          |                       | 馬伯強               | 梁興昌        |
| 魔性使者隊       |                         |                                          |                       |                      |               |
| 陣               | 山口勝平                | 何國星                                   | 陳進益 劉傑           | 胡鎮璽               | 賈文安        |
| 凍矢             | 松本保典                | 林國雄                                   | 于正昌 陳進益         | 馬伯強               | 梁興昌        |
| 吏將             | 田原阿爾諾              | 梁耀昌                                   | 于正昌                | 王希華               | 宋克軍        |
| 畫魔             | 曾我部和恭              | 盧國權                                   | 徐健春                | 胡鎮璽               | 周學禮        |
| 爆拳             | 小關一                  | 陳永信                                   | 徐健春                | 王希華               | 李世揚        |
| 豚尻             | 島香裕                  |                                          |                       | 馬伯強               | 李世揚        |
| 裏御伽隊         |                         |                                          |                       |                      |               |
| 鈴木             | 曾我部和恭              | 陳永信                                   | 徐健春 于正昌         | 王希華 鈕凱暘        | 喬資淯        |
| 怨爺             | 田口昂                  | 陳永信                                   | 徐健春                | 王希華               | 周學禮        |
| 死死若丸         | 森川智之                | 李錦綸                                   | 于正昌                | 胡鎮璽               | 李世揚        |
| 裏浦島           | 二又一成                | 區瑞華                                   | 劉傑                  | 鈕凱暘               | 喬資淯        |
| 黑桃太郎         | 青森伸                  | 陳維舜                                   | 陳進益                | 馬伯強               | 梁興昌        |
| 魔金太郎         | 宇垣秀成                | 林國雄                                   | 陳進益                | 馬伯強               | 宋克軍        |
| 五連邪隊         |                         |                                          |                       |                      |               |
| 阿架連邪         | 宮本充                  |                                          |                       | 王希華               | 宋克軍        |
| 喪喪連邪         | 白鳥由里                |                                          |                       |                      | 邱涵菲        |
| 亞尾連邪         | 西村知道                |                                          |                       | 胡鎮璽               | 李世揚        |
| 鬼連邪           | 宇垣秀成                |                                          |                       | 馬伯強               | 鈕凱暘        |
| 魅土連邪         | 小山武宏                |                                          |                       | 鈕凱暘               | 鈕凱暘        |
| 武術會相關者     |                         |                                          |                       |                      |               |
| 小兔             | 折笠愛                  | 黃麗芳                                   | 姚敏敏                | 穆宣名               | 張乃文        |
| 樹里             | 遠藤勝代                | 林元春                                   | 朱憶華                |                      | 邱涵菲        |
| 瑠架             | 鈴鹿千春                | 雷碧娜                                   | 蔣篤慧                | 穆宣名               | 邱涵菲        |
| 三田村           | 丸山詠二                |                                          |                       | 馬伯強               | 周學禮        |
| 潰煉             | 宇垣秀成                |                                          |                       | 鈕凱暘               | 李世揚        |
| 船長             | 笹岡繁藏                |                                          | 于正昌                | 胡鎮璽               | 李世揚        |
| 黃牛             | 田口昂                  |                                          |                       | 鈕凱暘               | 李世揚        |
| 「魔界洞穴篇」   |                         |                                          |                       |                      |               |
| 蟲寄市居民       |                         |                                          |                       |                      |               |
| 城戶亞沙斗       | 子安武人                | 何國星                                   | 于正昌                | 胡鎮璽               | 李世揚        |
| 海藤優           | 二又一成                | 李錦綸                                   | 劉傑 于正昌           | 鈕凱暘               | 宋克軍        |
| 柳澤光成         | 真殿光昭                | 林國雄                                   | 陳進益                | 馬伯強               | 鈕凱暘        |
| 室田繁           | 福田信昭                | 張炳強                                   | 徐健春                | 王希華               | 宋克軍        |
| 刃霧要的妹妹     | 金井美香                |                                          |                       |                      | 邱涵菲        |
| 仙水一夥         |                         |                                          |                       |                      |               |
| 仙水忍           | 納谷六朗 石田彰（少年） | 陳永信（實） 張錦江（一也） 蘇強文（忍） | 徐健春 于正昌（少年） | 王希華               | 梁興昌        |
| 樹               | 辻谷耕史                | 何國星                                   | 于正昌                | 胡鎮璽               | 李世揚        |
| 刃霧要           | 關口英司                | 黎偉明                                   | 于正昌                | 胡鎮璽               | 宋克軍        |
| 神谷實           | 荒川太郎                | 梁耀昌                                   | 陳進益                | 馬伯強               | 宋克軍        |
| 御手洗清志       | 松本梨香                | 盧素娟                                   | 朱憶華                |                      | 錢欣郁        |
| 天沼月人         | 龜井芳子                | 林元春                                   | 蔣篤慧                | 穆宣名               | 邱涵菲        |
| 卷原定男         | 石田敦                  | 梁耀昌                                   | 于正昌                | 胡鎮璽               | 周學禮        |
| 「魔界統一篇」   |                         |                                          |                       |                      |               |
| 佐藤家           |                         |                                          |                       |                      |               |
| 佐藤黑呼         | 彌永和子                | 沈小蘭                                   |                       | 穆宣名               | 連思宇        |
| 佐藤晶吾         | 城山堅                  | 陳永信                                   |                       | 王希華               | 李世揚        |
| 佐藤快晴         | 高乃麗                  | 林丹鳳                                   |                       | 穆宣名               | 邱涵菲        |
| 佐藤風吹         | 大谷育江                | 黃麗芳                                   |                       |                      | 連思宇        |
| 雷禪陣營         |                         |                                          |                       |                      |               |
| 雷禪             | 菅生隆之                | 盧國權                                   | 于正昌                | 胡鎮璽               | 宋克軍        |
| 北神             | 堀內賢雄                | 馮錦堂                                   | 于正昌                | 胡鎮璽               | 梁興昌        |
| 東王             | 宇垣秀成                |                                          |                       | 馬伯強 王希華 胡鎮璽 | 李世揚        |
| 西山             | 伊藤榮次                |                                          |                       | 王希華               | 宋克軍        |
| 南海             | 松本保典                |                                          |                       | 馬伯強 王希華        | 宋克軍        |
| 軀陣營           |                         |                                          |                       |                      |               |
| 軀               | 高山南                  | 蔡惠萍                                   | 朱憶華                | 穆宣名               | 張乃文        |
| 奇淋             | 小關一                  | 陳永信                                   |                       | 鈕凱暘 胡鎮璽        | 鈕凱暘        |
| 時雨             | 谷口節                  | 黃子敬                                   | 于正昌 陳進益         | 馬伯強               | 宋克軍        |
| 黃泉陣營         |                         |                                          |                       |                      |               |
| 黃泉             | 江原正士                | 魏惠文                                   | 陳進益                | 馬伯強               | 李世揚        |
| 修羅             | 大谷育江                | 黃鳳英                                   | 蔣篤慧                | 穆宣名               | 邱涵菲        |
| 妖駄             | 北村弘一                | 張英才                                   | 劉傑                  | 王希華               | 梁興昌        |
| 鯱               | 辻親八                  | 源家祥                                   | 于正昌                | 胡鎮璽               | 宋克軍        |
| 空               | 西川幾雄                | 馮錦堂                                   | 徐健春                | 王希華               | 鈕凱暘        |
| 雷禪的好友       |                         |                                          |                       |                      |               |
| 煙鬼             | 飯塚昭三                | 黃子敬                                   | 于正昌                | 馬伯強               | 周學禮        |
| 孤光             | 雨蘭咲木子              | 林丹鳳                                   | 姚敏敏                |                      | 邱涵菲        |
| 棗               | 佐藤忍                  | 林丹鳳                                   | 朱憶華 蔣篤慧         | 穆宣名               | 邱涵菲        |
| 九淨             | 真殿光昭                | 馮錦堂                                   | 于正昌                | 胡鎮璽               | 李世揚        |
| 瘦傑             | 小杉十郎太              | 陳永信                                   | 于正昌                | 馬伯強               | 宋克軍        |
| 周               | 伊藤榮次                | 黃子敬                                   | 劉傑                  | 胡鎮璽               | 梁興昌        |
| 比武大賽相關者   |                         |                                          |                       |                      |               |
| 流石             | 金井美香                |                                          |                       | 穆宣名               | 張乃文        |
| 三大妖怪相關者   |                         |                                          |                       |                      |               |
| 食脫醫師         | 土井美加                | 沈小蘭                                   | 姚敏敏                | 穆宣名               | 邱涵菲        |
| 襲擊黃泉的妖怪   | 伊藤榮次                | 陳永信                                   |                       | 鈕凱暘               | 梁興昌        |

## 主題曲
| 類別   | 歌曲                 | 話數         | 作詞           | 作曲     | 編曲     | 歌                   |
| ------ | -------------------- | ------------ | -------------- | -------- | -------- | -------------------- |
| 片頭曲 | 微笑的爆彈（）       | 第1－112話   | Hsiao-Lung Lee | 馬渡松子 | 馬渡松子 | 馬渡松子             |
| 片尾曲 | 做不完的作業（）     | 第1－29話    | Hsiao-Lung Lee | 馬渡松子 | 馬渡松子 | 馬渡松子             |
| 片尾曲 | 再見 bye bye（）     | 第30－59話   | Hsiao-Lung Lee | 馬渡松子 | 馬渡松子 | 馬渡松子             |
| 片尾曲 | 不平衡之吻（）       | 第60－83話   | 山田宏         | 高橋宏   | 高橋宏   | 高橋宏               |
| 片尾曲 | 當太陽再度閃耀時（） | 第84－102話  | 高橋宏         | 高橋宏   | 高橋宏   | 高橋宏               |
| 片尾曲 | 幻想年代（）         | 第103－111話 | Hsiao-Lung Lee | 馬渡松子 | 馬渡松子 | 馬渡松子             |
| 插曲   | YELL                 | 第112話      | 松本花奈       |          | 旭純     | 雪村螢子（天野由梨） |

## 各話列表
| 集数 | 日文標題                           | 中文標題                        | 中文標題                       | 中文標題                          | 中文標題                          | 中文標題                          | 中文標題                          | 中文標題                          | 中文標題                          |
| 集数 | 日文標題                           | 中文標題                        | 香港標題                       | 中視                              | 超視                              | 中都卡通台                        | 東森YOUNG TV                      | ET JACKY                          | 三立都會台                        |
| ---- | ---------------------------------- | ------------------------------- | ------------------------------ | --------------------------------- | --------------------------------- | --------------------------------- | --------------------------------- | --------------------------------- | --------------------------------- |
| 01   | 死んだらオドロいた!                | 死了嚇一跳                      | 令自己震驚的死亡               |                                   |                                   |                                   |                                   |                                   |                                   |
| 02   | 霊界のコエンマ! 復活への試練       | 靈界的小閻王！復活的考驗        | 靈界的小閻王！重生的考驗！     | 靈界的小閻王 重返人世的考驗       | 靈界的小閻王 重返人世的考驗       | 靈界的小閻王 重返人世的考驗       | 靈界的小閻王 重返人世的考驗       | 靈界的小閻王 重返人世的考驗       | 靈界的小閻王 重返人世的考驗       |
| 03   | 追いつめられた桑原! 男の誓い       | 被逼到絕境的桑原！男子漢的誓約  | 桑原被苦苦相迫！男子漢的誓言！ |                                   |                                   |                                   |                                   |                                   |                                   |
| 04   | 熱き炎! 戀人のきずな               | 熱烈的火焰！戀人的牽絆          | 熾熱的火炎！情侶愛的繩索       | 紅紅熱火 動人的愛情               | 紅紅熱火 動人的愛情               | 紅紅熱火 動人的愛情               | 紅紅熱火 動人的愛情               | 紅紅熱火 動人的愛情               | 紅紅熱火 動人的愛情               |
| 05   | 幽助復活! 新たなる使命             | 幽助復活！全新的使命            | 幽助復活！新的使命             | 幽助復活 新的使命                 | 幽助復活 新的使命                 | 幽助復活 新的使命                 | 幽助復活 新的使命                 | 幽助復活 新的使命                 | 幽助復活 新的使命                 |
| 06   | 三匹の妖怪! 飛影・蔵馬・剛鬼       | 三隻妖怪！飛影、藏馬、剛鬼      | 三隻妖怪！飛影、藏馬、剛鬼     | 三隻妖怪 飛影 藏馬 剛鬼           | 三隻妖怪 飛影 藏馬 剛鬼           | 三隻妖怪 飛影 藏馬 剛鬼           | 三隻妖怪 飛影 藏馬 剛鬼           | 三隻妖怪 飛影 藏馬 剛鬼           | 三隻妖怪 飛影 藏馬 剛鬼           |
| 07   | 蔵馬の秘密?! 母と子のきずな        | 藏馬的秘密！母子的牽絆          | 藏馬的秘密！母子情深           | 藏馬的秘密 母子之情               | 藏馬的秘密 母子之情               | 藏馬的秘密 母子之情               | 藏馬的秘密 母子之情               | 藏馬的秘密 母子之情               | 藏馬的秘密 母子之情               |
| 08   | 螢子あやうし! 邪眼師・飛影!        | 螢子的危機！邪眼師，飛影        | 螢子身陷險境！邪眼師·飛影      | 螢子危險 邪眼師．飛影             | 螢子危險 邪眼師．飛影             | 螢子危險 邪眼師．飛影             | 螢子危險 邪眼師．飛影             | 螢子危險 邪眼師．飛影             | 螢子危險 邪眼師．飛影             |
| 09   | 幻海の継承者トーナメント開始       | 幻海的繼承者！格鬥大賽開始      | 幻海的繼承者                   | 幻海繼承人 選拔賽開始             | 幻海繼承人 選拔賽開始             | 幻海繼承人 選拔賽開始             | 幻海繼承人 選拔賽開始             | 幻海繼承人 選拔賽開始             | 幻海繼承人 選拔賽開始             |
| 10   | 暗黒の死闘! 桑原・霊気の剣         | 黑暗中的死鬥！桑原靈氣之劍      | 桑原的靈氣劍在黑暗中出現       | 黑暗中的決鬥 桑原．靈氣的劍       | 黑暗中的決鬥 桑原．靈氣的劍       | 黑暗中的決鬥 桑原．靈氣的劍       | 黑暗中的決鬥 桑原．靈氣的劍       | 黑暗中的決鬥 桑原．靈氣的劍       | 黑暗中的決鬥 桑原．靈氣的劍       |
| 11   | 幽助苦戦! 傷だらけの反撃!!         | 幽助苦戰！傷痕累累的反擊        | 幽助帶著滿身傷痕的反擊         | 幽助苦戰 傷痕累累的反擊           | 幽助苦戰 傷痕累累的反擊           | 幽助苦戰 傷痕累累的反擊           | 幽助苦戰 傷痕累累的反擊           | 幽助苦戰 傷痕累累的反擊           | 幽助苦戰 傷痕累累的反擊           |
| 12   | 乱童あらわる! 桑原無念の敗北       | 亂童出現！桑原遺憾的敗北        | 亂童出現！桑原慘敗             | 亂童現形 桑原敗北                 | 亂童現形 桑原敗北                 | 亂童現形 桑原敗北                 | 亂童現形 桑原敗北                 | 亂童現形 桑原敗北                 | 亂童現形 桑原敗北                 |
| 13   | 幽助VS乱童! 乱れとぶ妖術!!         | 幽助VS亂童，亂飛的妖術！！      | 幽助對亂童！可怕的妖術！！     |                                   |                                   |                                   |                                   |                                   |                                   |
| 14   | 迷宮城の四聖獣! 霊界への挑戦       | 迷宮城的四聖獸！向靈界的挑戰    | 迷宮城的四聖獸！向靈界大挑戰   | 迷宮城的四聖獸 向靈界挑戰         | 迷宮城的四聖獸 向靈界挑戰         | 迷宮城的四聖獸 向靈界挑戰         | 迷宮城的四聖獸 向靈界挑戰         | 迷宮城的四聖獸 向靈界挑戰         | 迷宮城的四聖獸 向靈界挑戰         |
| 15   | 美しきバラの舞! 華麗なる蔵馬       | 美麗玫瑰之舞！華麗的藏馬        | 藏馬優雅的玫瑰武器             | 美麗的玫瑰舞 華麗的藏馬           | 美麗的玫瑰舞 華麗的藏馬           | 美麗的玫瑰舞 華麗的藏馬           | 美麗的玫瑰舞 華麗的藏馬           | 美麗的玫瑰舞 華麗的藏馬           | 美麗的玫瑰舞 華麗的藏馬           |
| 16   | 伸びよ霊剣! 桑原・男の勝負         | 伸長啊靈劍！桑原．男子漢的勝負  | 會伸縮的靈劍！桑原陷入苦戰     | 伸縮自如的靈劍 桑原．男子漢的決鬥 | 伸縮自如的靈劍 桑原．男子漢的決鬥 | 伸縮自如的靈劍 桑原．男子漢的決鬥 | 伸縮自如的靈劍 桑原．男子漢的決鬥 | 伸縮自如的靈劍 桑原．男子漢的決鬥 | 伸縮自如的靈劍 桑原．男子漢的決鬥 |
| 17   | 白虎・地獄の雄叫び                 | 白虎，地獄的咆哮                | 白虎·地獄的狂叫                | 白虎 地獄的嘶吼                   | 白虎 地獄的嘶吼                   | 白虎 地獄的嘶吼                   | 白虎 地獄的嘶吼                   | 白虎 地獄的嘶吼                   | 白虎 地獄的嘶吼                   |
| 18   | 飛影出戦! 切り裂く剣               | 飛影出戰！分金斷石的劍          | 飛影出戰！鋒利的寶劍           | 飛影出戰 銳利的劍                 | 飛影出戰 銳利的劍                 | 飛影出戰 銳利的劍                 | 飛影出戰 銳利的劍                 | 飛影出戰 銳利的劍                 | 飛影出戰 銳利的劍                 |
| 19   | 最後の四聖獣・朱雀!                | 最後的四聖獸．朱雀！            | 最後一個四聖獸·朱雀            | 最後的四聖獸．朱雀                | 最後的四聖獸．朱雀                | 最後的四聖獸．朱雀                | 最後的四聖獸．朱雀                | 最後的四聖獸．朱雀                | 最後的四聖獸．朱雀                |
| 20   | 奧義激突! 七人の朱雀               | 奧義激戰！七個朱雀              | 利害的秘技！朱雀七分身         | 絕招相對 七個朱雀                 | 絕招相對 七個朱雀                 | 絕招相對 七個朱雀                 | 絕招相對 七個朱雀                 | 絕招相對 七個朱雀                 | 絕招相對 七個朱雀                 |
| 21   | 幽助・命を賭けた反撃               | 幽助．拚命的反擊                | 幽助·用生命向朱雀反擊          | 幽助 拚命的反擊                   | 幽助 拚命的反擊                   | 幽助 拚命的反擊                   | 幽助 拚命的反擊                   | 幽助 拚命的反擊                   | 幽助 拚命的反擊                   |
| 22   | 悲しみの美少女・雪菜               | 悲哀的美少女．雪菜              | 悲哀的美少女．雪菜             | 悲傷的美少女 雪菜                 | 悲傷的美少女 雪菜                 | 悲傷的美少女 雪菜                 | 悲傷的美少女 雪菜                 | 悲傷的美少女 雪菜                 | 悲傷的美少女 雪菜                 |
| 23   | 闇の使者! 戸愚呂兄弟               | 黑暗使者！戶愚呂兄弟            | 黑暗使者！戶愚呂兄弟           | 黑暗的使者 戶愚呂兄弟             | 黑暗的使者 戶愚呂兄弟             | 黑暗的使者 戶愚呂兄弟             | 黑暗的使者 戶愚呂兄弟             | 黑暗的使者 戶愚呂兄弟             | 黑暗的使者 戶愚呂兄弟             |
| 24   | 恐ろしき強敵! 三鬼衆               | 可怕的強敵！三鬼眾              | 可怕的強敵！三鬼眾             | 恐怖的強敵 三鬼眾                 | 恐怖的強敵 三鬼眾                 | 恐怖的強敵 三鬼眾                 | 恐怖的強敵 三鬼眾                 | 恐怖的強敵 三鬼眾                 | 恐怖的強敵 三鬼眾                 |
| 25   | 燃えろ桑原! 愛の底力               | 燃燒吧桑原！愛的潛力            | 燃燒的桑原！愛的力量           | 燃燒吧桑原 愛的力量               | 燃燒吧桑原 愛的力量               | 燃燒吧桑原 愛的力量               | 燃燒吧桑原 愛的力量               | 燃燒吧桑原 愛的力量               | 燃燒吧桑原 愛的力量               |
| 26   | 暗黒武術会への招待者               | 來自暗黑武術會的招待者          | 暗黑武術大會的挑戰書           | 黑暗武術會的招待者                | 黑暗武術會的招待者                | 黑暗武術會的招待者                | 黑暗武術會的招待者                | 黑暗武術會的招待者                | 黑暗武術會的招待者                |
| 27   | 死の船出! 地獄の島へ               | 死亡出航！往地獄之島            | 死亡之船！向地獄進發           | 死途之旅 往地獄島                 | 死途之旅 往地獄島                 | 死途之旅 往地獄島                 | 死途之旅 往地獄島                 | 死途之旅 往地獄島                 | 死途之旅 往地獄島                 |
| 28   | 小さな強敵! 鈴駆の秘技             | 小小的強敵！鈴駒的秘技          | 第一個對手！鈴駒的絕技         | 矮小的強敵 鈴駒的絕招             | 矮小的強敵 鈴駒的絕招             | 矮小的強敵 鈴駒的絕招             | 矮小的強敵 鈴駒的絕招             | 矮小的強敵 鈴駒的絕招             | 矮小的強敵 鈴駒的絕招             |
| 29   | 血の花を咲かす蔵馬!                | 血之花盛開的藏馬                | 藏馬染血的玫瑰                 | 血花紛飛 藏馬                     | 血花紛飛 藏馬                     | 血花紛飛 藏馬                     | 血花紛飛 藏馬                     | 血花紛飛 藏馬                     | 血花紛飛 藏馬                     |
| 30   | 未完の奧義・炎殺黒龍波             | 未完成的絕招！炎殺黑龍波        | 未完成的秘技！炎殺黑龍波       | 未完的絕招 炎殺黑龍波             | 未完的絕招 炎殺黑龍波             | 未完的絕招 炎殺黑龍波             | 未完的絕招 炎殺黑龍波             | 未完的絕招 炎殺黑龍波             | 未完的絕招 炎殺黑龍波             |
| 31   | 酔いどれ戦士! 酎の酔挙             | 酒醉的戰士！酎的醉拳            | 醉酒戰士！阿酎的醉拳           | 醉醺醺的戰士 酎的醉拳             | 醉醺醺的戰士 酎的醉拳             | 醉醺醺的戰士 酎的醉拳             | 醉醺醺的戰士 酎的醉拳             | 醉醺醺的戰士 酎的醉拳             | 醉醺醺的戰士 酎的醉拳             |
| 32   | ナイフエッジデスマッチ             | 利鋒邊緣殊死戰                  | 刀鋒邊緣的死亡之戰             | 刀刃上的死鬥                      | 刀刃上的死鬥                      | 刀刃上的死鬥                      | 刀刃上的死鬥                      | 刀刃上的死鬥                      | 刀刃上的死鬥                      |
| 33   | 激突! ベスト8出そろう              | 激烈衝突！八強到齊              | 激戰！八強順利誕生             | 激戰 八大強出現                   | 激戰 八大強出現                   | 激戰 八大強出現                   | 激戰 八大強出現                   | 激戰 八大強出現                   | 激戰 八大強出現                   |
| 34   | 勝率0.05%の死闘                    | 勝率0.05的死鬥！                | 取勝機會，百分之零點零五       | 勝算0.05之決鬥                    | 勝算0.05之決鬥                    | 勝算0.05之決鬥                    | 勝算0.05之決鬥                    | 勝算0.05之決鬥                    | 勝算0.05之決鬥                    |
| 35   | 覆面の正体?! 美しき戦士            | 蒙面人的真面目!美麗的戰士       | 蒙面戰士美麗的真面目           | 覆面戰士的真面目 美麗的戰士       | 覆面戰士的真面目 美麗的戰士       | 覆面戰士的真面目 美麗的戰士       | 覆面戰士的真面目 美麗的戰士       | 覆面戰士的真面目 美麗的戰士       | 覆面戰士的真面目 美麗的戰士       |
| 36   | 野望を粉砕! 光の洗礼               | 粉碎野心!光之洗禮               | 粉碎野心！光的洗禮             |                                   |                                   |                                   |                                   |                                   |                                   |
| 37   | 闇の忍・魔性使いチーム             | 闇黑的忍者!魔性高手隊           | 黑暗忍術·魔性使者隊            | 暗中而來 魔性隊                   | 暗中而來 魔性隊                   | 暗中而來 魔性隊                   | 暗中而來 魔性隊                   | 暗中而來 魔性隊                   | 暗中而來 魔性隊                   |
| 38   | 蔵馬無惨! 死の化粧                 | 藏馬悲慘下場!死之化妝           | 藏馬苦戰！死亡的化妝           | 藏馬悽慘 死亡之妝                 | 藏馬悽慘 死亡之妝                 | 藏馬悽慘 死亡之妝                 | 藏馬悽慘 死亡之妝                 | 藏馬悽慘 死亡之妝                 | 藏馬悽慘 死亡之妝                 |
| 39   | 粉砕! 幽助怒りの鉄拳               | 粉碎!幽助憤怒的鐵拳             | 幽助的憤怒之拳                 | 粉碎 幽助憤怒的鐵拳               | 粉碎 幽助憤怒的鐵拳               | 粉碎 幽助憤怒的鐵拳               | 粉碎 幽助憤怒的鐵拳               | 粉碎 幽助憤怒的鐵拳               | 粉碎 幽助憤怒的鐵拳               |
| 40   | 風使い陣! 嵐の空中戦               | 風之使者陣!狂風中的空戰         | 風使者阿陣！暴風中的決戰       | 用風高手‧‧‧陣 暴風中的空中戰      | 用風高手‧‧‧陣 暴風中的空中戰      | 用風高手‧‧‧陣 暴風中的空中戰      | 用風高手‧‧‧陣 暴風中的空中戰      | 用風高手‧‧‧陣 暴風中的空中戰      | 用風高手‧‧‧陣 暴風中的空中戰      |
| 41   | 霊光弾! 意外な決著?!               | 靈光彈!意外的結果               | 靈光彈!意外的結果              | 靈光彈 意外的結局                 | 靈光彈 意外的結局                 | 靈光彈 意外的結局                 | 靈光彈 意外的結局                 | 靈光彈 意外的結局                 | 靈光彈 意外的結局                 |
| 42   | 決死の桑原! 愛の突撃               | 決死的桑原!愛的突擊             | 桑原的決心!愛的突擊            | 決死的桑原 愛的突擊               | 決死的桑原 愛的突擊               | 決死的桑原 愛的突擊               | 決死的桑原 愛的突擊               | 決死的桑原 愛的突擊               | 決死的桑原 愛的突擊               |
| 43   | 覆面戦士の厳しき素顔               | 蒙面戰士的嚴厲真面目            | 蒙面戰士的忠告                 | 覆面戰士的嚴肅的表情              | 覆面戰士的嚴肅的表情              | 覆面戰士的嚴肅的表情              | 覆面戰士的嚴肅的表情              | 覆面戰士的嚴肅的表情              | 覆面戰士的嚴肅的表情              |
| 44   | 幻海からの最大の試練               | 來自幻海的最大考驗              | 幻海最後的考驗                 | 幻海的最大試驗                    | 幻海的最大試驗                    | 幻海的最大試驗                    | 幻海的最大試驗                    | 幻海的最大試驗                    | 幻海的最大試驗                    |
| 45   | 飛影連戦! 撃て黒龍波!              | 飛影連戰!發射黑龍波             | 飛影連戰!黑龍波出擊            | 飛影連戰 黑龍波出擊               | 飛影連戰 黑龍波出擊               | 飛影連戰 黑龍波出擊               | 飛影連戰 黑龍波出擊               | 飛影連戰 黑龍波出擊               | 飛影連戰 黑龍波出擊               |
| 46   | 戦慄! 黒桃太郎の変身               | 戰慄!黑桃太郎的變身             | 黑桃太郎的大變身               | 戰慄 黑桃太郎的變身               | 戰慄 黑桃太郎的變身               | 戰慄 黑桃太郎的變身               | 戰慄 黑桃太郎的變身               | 戰慄 黑桃太郎的變身               | 戰慄 黑桃太郎的變身               |
| 47   | 伝説の盜賊! 妖狐・蔵馬             | 傳說中的盜賊!妖狐藏馬           | 傳說中的盜賊!妖狐藏馬          | 傳說中的盜賊 妖狐藏馬             | 傳說中的盜賊 妖狐藏馬             | 傳說中的盜賊 妖狐藏馬             | 傳說中的盜賊 妖狐藏馬             | 傳說中的盜賊 妖狐藏馬             | 傳說中的盜賊 妖狐藏馬             |
| 48   | 闇アイテム・死出の羽衣             | 黑暗道具!死亡羽衣               | 黑暗法寶！死露羽衣             | 黑暗秘器 死途彩帶                 | 黑暗秘器 死途彩帶                 | 黑暗秘器 死途彩帶                 | 黑暗秘器 死途彩帶                 | 黑暗秘器 死途彩帶                 | 黑暗秘器 死途彩帶                 |
| 49   | 残された力! 幻海の死闘             | 剩下的力量!幻海的死鬥           | 最後的力量！幻海死亡之戰       |                                   |                                   |                                   |                                   |                                   |                                   |
| 50   | 魔闘家・鈴木の挑戦!                | 魔鬥家.鈴木的挑戰               | 魔鬥家.鈴木的挑戰              | 魔鬥家 鈴木的挑戰                 | 魔鬥家 鈴木的挑戰                 | 魔鬥家 鈴木的挑戰                 | 魔鬥家 鈴木的挑戰                 | 魔鬥家 鈴木的挑戰                 | 魔鬥家 鈴木的挑戰                 |
| 51   | 宿命の対決! 戸愚呂の影             | 宿命的決鬥!戶愚呂的影子         | 命運的安排！決戰户愚呂         | 命運的對決 戶愚呂的影子           | 命運的對決 戶愚呂的影子           | 命運的對決 戶愚呂的影子           | 命運的對決 戶愚呂的影子           | 命運的對決 戶愚呂的影子           | 命運的對決 戶愚呂的影子           |
| 52   | 幻海散る! 50年目の決着             | 幻海凋零！50年後的決戰          | 幻海之死！五十年後的決戰       | 幻海消失 五十年後的決鬥           | 幻海消失 五十年後的決鬥           | 幻海消失 五十年後的決鬥           | 幻海消失 五十年後的決鬥           | 幻海消失 五十年後的決鬥           | 幻海消失 五十年後的決鬥           |
| 53   | 嵐の前! 悲しみを越えて             | 風暴前夕！克服悲傷              | 克服暴風雨前夕的悲哀           | 暴風雨的前夕 超越悲傷             | 暴風雨的前夕 超越悲傷             | 暴風雨的前夕 超越悲傷             | 暴風雨的前夕 超越悲傷             | 暴風雨的前夕 超越悲傷             | 暴風雨的前夕 超越悲傷             |
| 54   | 波瀾の決勝戦開始!                  | 波瀾萬丈的決賽開始              | 最後的決戰開始！               | 波濤萬丈的決賽開始                | 波濤萬丈的決賽開始                | 波濤萬丈的決賽開始                | 波濤萬丈的決賽開始                | 波濤萬丈的決賽開始                | 波濤萬丈的決賽開始                |
| 55   | 爆裂! 目覚めた妖狐                 | 爆烈!甦醒的妖狐                 | 甦醒的妖狐                     | 妖狐覺醒                          | 妖狐覺醒                          | 妖狐覺醒                          | 妖狐覺醒                          | 妖狐覺醒                          | 妖狐覺醒                          |
| 56   | 決死の蔵馬! 最後の手段             | 決死的藏馬!最後的手段           | 垂死的藏馬！最後的一招         | 藏馬最後的手段                    | 藏馬最後的手段                    | 藏馬最後的手段                    | 藏馬最後的手段                    | 藏馬最後的手段                    | 藏馬最後的手段                    |
| 57   | 脅威! 鎧を外した武威               | 威脅!卸下盔甲的武威             | 脫去盔甲的武威                 | 武威脫下胄甲                      | 武威脫下胄甲                      | 武威脫下胄甲                      | 武威脫下胄甲                      | 武威脫下胄甲                      | 武威脫下胄甲                      |
| 58   | 究極奧義! ほえろ黒龍波             | 終極奧義!吼叫吧黑龍波           | 無敵絕技！炎殺黑龍波           | 究極奧義－黑龍波之吼              | 究極奧義－黑龍波之吼              | 究極奧義－黑龍波之吼              | 究極奧義－黑龍波之吼              | 究極奧義－黑龍波之吼              | 究極奧義－黑龍波之吼              |
| 59   | 戸愚呂兄の無気味な影               | 戶愚呂兄陰森的影子              | 戶愚呂兄可怕的絕技             | 戶愚呂兄的可怕影子                | 戶愚呂兄的可怕影子                | 戶愚呂兄的可怕影子                | 戶愚呂兄的可怕影子                | 戶愚呂兄的可怕影子                | 戶愚呂兄的可怕影子                |
| 60   | 怒り爆発! 桑原の反撃               | 憤怒的爆發!桑原的反擊           | 桑原憤怒的反擊                 | 憤怒爆發 桑原的反擊               | 憤怒爆發 桑原的反擊               | 憤怒爆發 桑原的反擊               | 憤怒爆發 桑原的反擊               | 憤怒爆發 桑原的反擊               | 憤怒爆發 桑原的反擊               |
| 61   | 宿命の対決! 嵐の大將戦開始         | 宿命的對決!暴風雨般的主將戰開始 | 宿命之戰！風雲變色的惡鬥開始   | 宿命的對決 爆發性的大戰即將開始   | 宿命的對決 爆發性的大戰即將開始   | 宿命的對決 爆發性的大戰即將開始   | 宿命的對決 爆發性的大戰即將開始   | 宿命的對決 爆發性的大戰即將開始   | 宿命的對決 爆發性的大戰即將開始   |
| 62   | 戸愚呂 100%の恐怖!                 | 戶愚呂100%的恐怖                | 可怕的戶愚呂！100%的功力       | 戶愚呂的十成實力的可怕            | 戶愚呂的十成實力的可怕            | 戶愚呂的十成實力的可怕            | 戶愚呂的十成實力的可怕            | 戶愚呂的十成實力的可怕            | 戶愚呂的十成實力的可怕            |
| 63   | 幽助! 限界への悲しい試練           | 幽助！達至極限之悲痛考驗        | 幽助衝破極限的考驗             | 幽助 可悲的界限考驗               | 幽助 可悲的界限考驗               | 幽助 可悲的界限考驗               | 幽助 可悲的界限考驗               | 幽助 可悲的界限考驗               | 幽助 可悲的界限考驗               |
| 64   | 死闘決著! 最後のフルパワー         | 死鬥決戰！最後的全能量          | 死生決戰！幽助全力的一擊       | 死鬥告一段落 最後全力的攻擊       | 死鬥告一段落 最後全力的攻擊       | 死鬥告一段落 最後全力的攻擊       | 死鬥告一段落 最後全力的攻擊       | 死鬥告一段落 最後全力的攻擊       | 死鬥告一段落 最後全力的攻擊       |
| 65   | 闘技場と共に消える野望             | 與競技場一起消失的野心          | 與競技場一起消失的野心         | 跟競技場一起消失的野心            | 跟競技場一起消失的野心            | 跟競技場一起消失的野心            | 跟競技場一起消失的野心            | 跟競技場一起消失的野心            | 跟競技場一起消失的野心            |
| 66   | 戸愚呂の償い・一番の望み           | 戶愚呂的贖罪!最大的願望         | 户愚呂的債！唯一的願望         | 戶愚呂的贖罪 最大的願望           | 戶愚呂的贖罪 最大的願望           | 戶愚呂的贖罪 最大的願望           | 戶愚呂的贖罪 最大的願望           | 戶愚呂的贖罪 最大的願望           | 戶愚呂的贖罪 最大的願望           |
| 67   | 新たなるプロローグ                 | 新的序章                        | 新的戰鬥                       | 新的序曲                          | 新的序曲                          | 新的序曲                          | 新的序曲                          | 新的序曲                          | 新的序曲                          |
| 68   | 四次元屋敷にひそむ罠               | 隱藏在四次元大宅的陷阱          | 第四空間大屋的陷阱             | 四次元大宅的陷阱                  | 四次元大宅的陷阱                  | 四次元大宅的陷阱                  | 四次元大宅的陷阱                  | 四次元大宅的陷阱                  | 四次元大宅的陷阱                  |
| 69   | 禁句（タブー）のパワー! 蔵馬の頭脳 | 禁句之力量！藏馬的頭腦          | 藏馬智力的戰鬥                 | 禁忌的力量－藏馬的頭腦            | 禁忌的力量－藏馬的頭腦            | 禁忌的力量－藏馬的頭腦            | 禁忌的力量－藏馬的頭腦            | 禁忌的力量－藏馬的頭腦            | 禁忌的力量－藏馬的頭腦            |
| 70   | 恐るべき真実! 新たな謎             | 令人驚異的真相!新出現的謎       | 可怕的事實！新的疑惑           | 可怕的真實 新的謎題               | 可怕的真實 新的謎題               | 可怕的真實 新的謎題               | 可怕的真實 新的謎題               | 可怕的真實 新的謎題               | 可怕的真實 新的謎題               |
| 71   | 迫り來る恐怖! 魔界の扉             | 逼近的恐怖!魔界之門             | 恐怖的事實！魔界洞穴           | 恐怖逼近－魔界之門                | 恐怖逼近－魔界之門                | 恐怖逼近－魔界之門                | 恐怖逼近－魔界之門                | 恐怖逼近－魔界之門                | 恐怖逼近－魔界之門                |
| 72   | 魔界の使者! 七人の敵               | 魔界的使者!七個敵人             | 魔界使者！七個敵人             | 魔界的使者 七個敵人               | 魔界的使者 七個敵人               | 魔界的使者 七個敵人               | 魔界的使者 七個敵人               | 魔界的使者 七個敵人               | 魔界的使者 七個敵人               |
| 73   | 忍び寄るドクターの魔の手           | 醫生悄悄地伸出魔掌              | 第一個競敵·醫生                | 漸漸逼近的醫生之魔手              | 漸漸逼近的醫生之魔手              | 漸漸逼近的醫生之魔手              | 漸漸逼近的醫生之魔手              | 漸漸逼近的醫生之魔手              | 漸漸逼近的醫生之魔手              |
| 74   | テリトリーを打ちやぶれ!!           | 粉碎領域                        | 打破異能人的空間               | 打破勢力範圍                      | 打破勢力範圍                      | 打破勢力範圍                      | 打破勢力範圍                      | 打破勢力範圍                      | 打破勢力範圍                      |
| 75   | シーマン・雨に潛む罠               | 水手!潛藏在雨中的陷阱           | 水兵雨中的陷阱                 | 水兵 隱藏在雨中的陷阱             | 水兵 隱藏在雨中的陷阱             | 水兵 隱藏在雨中的陷阱             | 水兵 隱藏在雨中的陷阱             | 水兵 隱藏在雨中的陷阱             | 水兵 隱藏在雨中的陷阱             |
| 76   | 桑原復活?! 目覚めた力              | 桑原復活?!覺醒的力量            | 桑原重生出現的靈力             | 桑原復活 力量復甦                 | 桑原復活 力量復甦                 | 桑原復活 力量復甦                 | 桑原復活 力量復甦                 | 桑原復活 力量復甦                 | 桑原復活 力量復甦                 |
| 77   | 霊界探偵の黒い過去                 | 靈界偵探的黑暗過去              | 靈界偵探黑暗的過去             | 靈界偵探的黑色過去                | 靈界偵探的黑色過去                | 靈界偵探的黑色過去                | 靈界偵探的黑色過去                | 靈界偵探的黑色過去                | 靈界偵探的黑色過去                |
| 78   | 出撃! ダークエンジェル             | 出擊!黑暗天使                   | 黑天使的實力                   | 出擊 黑天使                       | 出擊 黑天使                       | 出擊 黑天使                       | 出擊 黑天使                       | 出擊 黑天使                       | 出擊 黑天使                       |
| 79   | 幽助激走! 桑原を救え!              | 幽助狂飆!拯救桑原               | 幽助狂奔！拯救桑原             | 幽助飛馳 救出桑原                 | 幽助飛馳 救出桑原                 | 幽助飛馳 救出桑原                 | 幽助飛馳 救出桑原                 | 幽助飛馳 救出桑原                 | 幽助飛馳 救出桑原                 |
| 80   | 刃霧の標的! 死紋十字斑             | 刃霧的標靶!死紋十字斑           | 刃霧的絕招！死紋十字斑         | 刃霧的靶子 死紋十字斑             | 刃霧的靶子 死紋十字斑             | 刃霧的靶子 死紋十字斑             | 刃霧的靶子 死紋十字斑             | 刃霧的靶子 死紋十字斑             | 刃霧的靶子 死紋十字斑             |
| 81   | 洞窟の中のゲームワールド           | 洞窟中的遊戲世界                | 洞穴中的遊戲世界               | 洞穴中的遊戲世界                  | 洞穴中的遊戲世界                  | 洞穴中的遊戲世界                  | 洞穴中的遊戲世界                  | 洞穴中的遊戲世界                  | 洞穴中的遊戲世界                  |
| 82   | ゲームマスター脅威の実力           | 遊戲高手深具威脅的實力          | 遊戲機大王的實力               | 遊戲高手的驚人威力                | 遊戲高手的驚人威力                | 遊戲高手的驚人威力                | 遊戲高手的驚人威力                | 遊戲高手的驚人威力                | 遊戲高手的驚人威力                |
| 83   | 残された手段! 蔵馬の決断           | 剩下的手段!藏馬的決斷           | 唯一手段！藏馬的決心           | 最後的手段 藏馬的決斷             | 最後的手段 藏馬的決斷             | 最後的手段 藏馬的決斷             | 最後的手段 藏馬的決斷             | 最後的手段 藏馬的決斷             | 最後的手段 藏馬的決斷             |
| 84   | 蔵馬の怒り! 正体は誰だ?!           | 藏馬的憤怒!真面目是誰?          | 藏馬的怒火！食家的真面目       | 藏馬的憤怒 真面目是誰             | 藏馬的憤怒 真面目是誰             | 藏馬的憤怒 真面目是誰             | 藏馬的憤怒 真面目是誰             | 藏馬的憤怒 真面目是誰             | 藏馬的憤怒 真面目是誰             |
| 85   | 霊界探偵・宿命の一騎討ち           | 靈界偵探!與宿命一決勝負         | 靈界偵探決定性的一戰           | 靈界偵探 命運的對決               | 靈界偵探 命運的對決               | 靈界偵探 命運的對決               | 靈界偵探 命運的對決               | 靈界偵探 命運的對決               | 靈界偵探 命運的對決               |
| 86   | 幽助苦戦! 決定的な差               | 幽助苦戰!決定性的差別           | 幽助苦戰!明顯的差距            | 幽助苦戰 決定性的差距             | 幽助苦戰 決定性的差距             | 幽助苦戰 決定性的差距             | 幽助苦戰 決定性的差距             | 幽助苦戰 決定性的差距             | 幽助苦戰 決定性的差距             |
| 87   | コエンマ・覚悟の魔封環!            | 小閻王．覺悟的封魔環            | 小閻王的魔封環                 | 小閻王 最後絕招魔封環             | 小閻王 最後絕招魔封環             | 小閻王 最後絕招魔封環             | 小閻王 最後絕招魔封環             | 小閻王 最後絕招魔封環             | 小閻王 最後絕招魔封環             |
| 88   | 仙水・解き放たれた聖光気           | 仙水．被釋放出的聖光氣          | 仙水·人間界至高無上的聖光氣    | 仙水 釋放出來的聖光氣             | 仙水 釋放出來的聖光氣             | 仙水 釋放出來的聖光氣             | 仙水 釋放出來的聖光氣             | 仙水 釋放出來的聖光氣             | 仙水 釋放出來的聖光氣             |
| 89   | 予感! 全てが止まる時               | 預感!當一切都終止時             | 預感！一切停頓                 | 預感 一切停止的時刻               | 預感 一切停止的時刻               | 預感 一切停止的時刻               | 預感 一切停止的時刻               | 預感 一切停止的時刻               | 預感 一切停止的時刻               |
| 90   | 友の意志を継げ!                    | 繼承朋友的遺志                  | 承繼好友的意志                 | 繼承朋友的意志                    | 繼承朋友的意志                    | 繼承朋友的意志                    | 繼承朋友的意志                    | 繼承朋友的意志                    | 繼承朋友的意志                    |
| 91   | 覚醒の時! バトル再び               | 覺醒時分!再次展開戰鬥           | 醒覺的時刻！戰雲再現           | 覺醒的時刻 再次戰鬥               | 覺醒的時刻 再次戰鬥               | 覺醒的時刻 再次戰鬥               | 覺醒的時刻 再次戰鬥               | 覺醒的時刻 再次戰鬥               | 覺醒的時刻 再次戰鬥               |
| 92   | 究極の戦い! 魔族の証               | 終極的決戰!魔族的證據           | 完美之戰！魔族的証據           | 終極之戰 魔族的證據               | 終極之戰 魔族的證據               | 終極之戰 魔族的證據               | 終極之戰 魔族的證據               | 終極之戰 魔族的證據               | 終極之戰 魔族的證據               |
| 93   | 決着! 魔界の死闘!                  | 了斷!魔界的死鬥                 | 魔界的生死戰                   | 了斷 魔界的死鬥                   | 了斷 魔界的死鬥                   | 了斷 魔界的死鬥                   | 了斷 魔界的死鬥                   | 了斷 魔界的死鬥                   | 了斷 魔界的死鬥                   |
| 94   | エピローグ! 明日へ!                | 終結!奔向明天                   | 終結！踏入明日之路             | 大結局 走向明日                   | 大結局 走向明日                   | 大結局 走向明日                   | 大結局 走向明日                   | 大結局 走向明日                   | 大結局 走向明日                   |
| 95   | 幽助の運命・危険の足音             | 幽助的命運．危險的腳步聲        | 幽助的命運．危險的腳步聲       | 幽助的命運 危險的腳步聲           | 幽助的命運 危險的腳步聲           | 幽助的命運 危險的腳步聲           | 幽助的命運 危險的腳步聲           | 幽助的命運 危險的腳步聲           | 幽助的命運 危險的腳步聲           |
| 96   | 闇の訪問者・深まる謎               | 黑夜的訪客．深不可測的謎團      | 黑暗使者·更深的疑惑            | 黑暗來的訪問者 越來越多的謎團     | 黑暗來的訪問者 越來越多的謎團     | 黑暗來的訪問者 越來越多的謎團     | 黑暗來的訪問者 越來越多的謎團     | 黑暗來的訪問者 越來越多的謎團     | 黑暗來的訪問者 越來越多的謎團     |
| 97   | 別れ・それぞれの旅立ち             | 分離!踏上各自的旅程             | 踏上新的旅程                   | 別離 各分東西                     | 別離 各分東西                     | 別離 各分東西                     | 別離 各分東西                     | 別離 各分東西                     | 別離 各分東西                     |
| 98   | 魔界へ! 父との対面                 | 前往魔界!與父親相見             | 魔界之旅！父子相見             | 到魔界！父子相會                  | 到魔界！父子相會                  | 到魔界！父子相會                  | 到魔界！父子相會                  | 到魔界！父子相會                  | 到魔界！父子相會                  |
| 99   | 忘れ得ぬ記憶・誕生の時             | 無法遺忘的記憶．誕生之時        | 飛影誕生時候的記憶             | 無法忘卻的記憶 出生的時刻         | 無法忘卻的記憶 出生的時刻         | 無法忘卻的記憶 出生的時刻         | 無法忘卻的記憶 出生的時刻         | 無法忘卻的記憶 出生的時刻         | 無法忘卻的記憶 出生的時刻         |
| 100  | 明かされる邪眼の秘密               | 真相大白的邪眼秘密              | 邪眼的秘密                     | 揭開邪眼的秘密                    | 揭開邪眼的秘密                    | 揭開邪眼的秘密                    | 揭開邪眼的秘密                    | 揭開邪眼的秘密                    | 揭開邪眼的秘密                    |
| 101  | 魔界盜賊・千年目の再會             | 魔界盜賊!相隔千年的重逢         | 魔界盜賊!千年後的重逢          | 魔界盜賊 第一千年的再會           | 魔界盜賊 第一千年的再會           | 魔界盜賊 第一千年的再會           | 魔界盜賊 第一千年的再會           | 魔界盜賊 第一千年的再會           | 魔界盜賊 第一千年的再會           |
| 102  | 妖狐変化! 忍び寄る殺意             | 妖狐變化!悄悄接近的殺氣         | 妖孤隱藏的殺氣                 | 妖狐變化 潛伏而來的殺意           | 妖狐變化 潛伏而來的殺意           | 妖狐變化 潛伏而來的殺意           | 妖狐變化 潛伏而來的殺意           | 妖狐變化 潛伏而來的殺意           | 妖狐變化 潛伏而來的殺意           |
| 103  | 父の遺言・遠い日の想い             | 父親的遺言，古老的回憶          | 過去的回憶！父親的遺言         | 父親的遺言 往日的回憶             | 父親的遺言 往日的回憶             | 父親的遺言 往日的回憶             | 父親的遺言 往日的回憶             | 父親的遺言 往日的回憶             | 父親的遺言 往日的回憶             |
| 104  | 意外な提案・魔界の変動             | 意外的提議，魔界的變動          | 意外的提案！魔界新變動         | 意外的提議 魔界的變動             | 意外的提議 魔界的變動             | 意外的提議 魔界的變動             | 意外的提議 魔界的變動             | 意外的提議 魔界的變動             | 意外的提議 魔界的變動             |
| 105  | 魔界大戦・予選開始!                | 魔界大賽，預賽開始!             | 魔界大賽，預賽開始!            | 魔界大戰 預賽開始                 | 魔界大戰 預賽開始                 | 魔界大戰 預賽開始                 | 魔界大戰 預賽開始                 | 魔界大戰 預賽開始                 | 魔界大戰 預賽開始                 |
| 106  | 闘う親子! 黃泉と修羅               | 交戰的父子!黃泉與修羅           | 父子之戰！黃泉對修羅           | 親子之戰 黃泉與修羅               | 親子之戰 黃泉與修羅               | 親子之戰 黃泉與修羅               | 親子之戰 黃泉與修羅               | 親子之戰 黃泉與修羅               | 親子之戰 黃泉與修羅               |
| 107  | 激闘! 夢に賭けた男たち             | 激戰!賭上夢想的男人們           | 激鬥使戰！男兒之夢             | 激鬥 追求夢想的男人們             | 激鬥 追求夢想的男人們             | 激鬥 追求夢想的男人們             | 激鬥 追求夢想的男人們             | 激鬥 追求夢想的男人們             | 激鬥 追求夢想的男人們             |
| 108  | 蔵馬、過去との決別                 | 藏馬，和過去訣別                | 訣別過去的藏馬                 | 藏馬 告別過去                     | 藏馬 告別過去                     | 藏馬 告別過去                     | 藏馬 告別過去                     | 藏馬 告別過去                     | 藏馬 告別過去                     |
| 109  | 対決! 飛影と躯                     | 對決!飛影與軀                   | 飛影戰骸軀                     | 對決 飛影與軀                     | 對決 飛影與軀                     | 對決 飛影與軀                     | 對決 飛影與軀                     | 對決 飛影與軀                     | 對決 飛影與軀                     |
| 110  | 俺の力・これが全てだ!              | 我的力量!這就是一切             | 傾盡全力的一戰                 | 我的力量 這就是全部               | 我的力量 這就是全部               | 我的力量 這就是全部               | 我的力量 這就是全部               | 我的力量 這就是全部               | 我的力量 這就是全部               |
| 111  | 決着! 激闘の果てに                 | 決勝!激鬥的結局                 |                                | 勝負 激鬥的結果                   | 勝負 激鬥的結果                   | 勝負 激鬥的結果                   | 勝負 激鬥的結果                   | 勝負 激鬥的結果                   | 勝負 激鬥的結果                   |
| 112  | フォーエバー! 幽遊白書             | 直到永遠!幽遊白書               |                                | 永遠的幽遊白書                    | 永遠的幽遊白書                    | 永遠的幽遊白書                    | 永遠的幽遊白書                    | 永遠的幽遊白書                    | 永遠的幽遊白書                    |

## 播放電視台

### 日本
| 播放地區       | 播放電視台     | 系列                                   | 播放時間（UTC+9）   |
| -------------- | -------------- | -------------------------------------- | ------------------- |
| 關東廣域區     | 富士電視台     | 富士電視系列                           | 星期六 18:30－19:00 |
| 北海道         | 北海道文化放送 | 富士電視系列                           | 星期六 18:30－19:00 |
| 岩手縣         | 岩手可愛電視台 | 富士電視系列                           | 星期六 18:30－19:00 |
| 宮城縣         | 仙台放送       | 富士電視系列                           | 星期六 18:30－19:00 |
| 新潟縣         | 新潟綜合電視台 | 富士電視系列                           | 星期六 18:30－19:00 |
| 福井縣         | 福井電視台     | 富士電視系列                           | 星期六 18:30－19:00 |
| 長野縣         | 長野放送       | 富士電視系列                           | 星期六 18:30－19:00 |
| 靜岡縣         | 靜岡電視台     | 富士電視系列                           | 星期六 18:30－19:00 |
| 中京廣域圈     | 東海電視台     | 富士電視系列                           | 星期六 18:30－19:00 |
| 近畿廣域圈     | 關西電視台     | 富士電視系列                           | 星期六 18:30－19:00 |
| 岡山縣、香川縣 | 岡山放送       | 富士電視系列                           | 星期六 18:30－19:00 |
| 廣島縣         | 新廣島電視台   | 富士電視系列                           | 星期六 18:30－19:00 |
| 福岡縣         | 西日本電視台   | 富士電視系列                           | 星期六 18:30－19:00 |
| 長崎縣         | 長崎電視台     | 富士電視系列                           | 星期六 18:30－19:00 |
| 青森縣         | 青森放送       | 日本電視系列                           | 星期三 17:30－18:00 |
| 秋田縣         | 秋田電視台     | 富士電視系列                           |                     |
| 山形縣         | 山形電視台     | 富士電視系列                           | 星期五 16:00－16:30 |
| 福島縣         | 福島電視台     | 富士電視系列                           | 星期六 17:00－17:30 |
| 富山縣         | 富山電視台     | 富士電視系列                           | 星期六 17:30－18:00 |
| 石川縣         | 石川電視台     | 富士電視系列                           | 星期一 16:00－16:30 |
| 山梨縣         | 山梨放送       | 日本電視系列                           | 星期一 16:30－17:00 |
| 島根縣、鳥取縣 | 山陰中央電視台 | 富士電視系列                           | 星期五 16:30－17:00 |
| 愛媛縣         | 愛媛電視台     | 富士電視系列                           | 星期二 17:25－17:55 |
| 高知縣         | 高知放送       | 日本電視系列                           | 星期一 16:00－16:30 |
| 佐賀縣         | 佐賀電視台     | 富士電視系列                           |                     |
| 熊本縣         | 熊本電視台     | 富士電視系列                           | 星期四 16:30－17:00 |
| 大分縣         | 大分電視台     | 日本電視系列 富士電視系列              | 星期三 16:00－16:30 |
| 宮崎縣         | 宮崎電視台     | 富士電視系列 日本電視系列 朝日電視系列 | 星期三 16:30－17:00 |
| 鹿兒島縣       | 鹿兒島電視台   | 富士電視系列                           | 星期二 16:30－17:00 |
| 沖繩縣         | 沖繩電視台     | 富士電視系列                           | 星期四 17:30－18:00 |

### 香港
| 香港 翡翠台 星期日 00:05－01:00                                                         | 香港 翡翠台 星期日 00:05－01:00               | 香港 翡翠台 星期日 00:05－01:00 |
| --------------------------------------------------------------------------------------- | --------------------------------------------- | ------------------------------- |
|                                                                                         | 幽遊白書 （1995年10月8日－1997年1月12日）     |                                 |
| 創龍傳 （1995年7月9日－10月1日）                                                        | 抵死泰山 （1997年1月19日－7月27日）           |                                 |
| 翡翠台 每日 02:35－03:30 7月18日 03:00－03:55 7月19日 03:10－04:05 7月20日 03:20－04:15 |                                               |                                 |
| 龍珠二世（星期二至六） 重播，第205－291集 （1998年4月7日－1998年6月6日）                | 幽遊白書 重播 （1998年7月14日－1998年9月7日） | —                               |

## 劇場動畫
| 片名                       | 日本上映日期  | 導演     | 編劇                         | 音樂     | 主題曲                 |
| -------------------------- | ------------- | -------- | ---------------------------- | -------- | ---------------------- |
| 幽遊白書 夜叉的陰謀        | 1993年7月10日 | 阿部記之 | 大橋志吉                     | 本間勇輔 | 微笑的爆彈（馬渡松子） |
| 幽遊白書 冥界死鬥篇 炎之絆 | 1994年4月9日  | 飯島正勝 | 大橋志吉、富田祐弘、橋本裕志 | 本間勇輔 | 不要說再見（PERSONZ）  |

## OVA

### 幽遊白書 片頭片尾大百科
1995年10月20日以錄影帶版本發行，2005年1月19日以DVD版本發行，重新發行的DVD版本的封面插圖由北山真理繪製。每個非字幕片頭曲/片尾曲後都有一個簡短的戲劇。

### 25週年紀念藍光套裝
2018年時，推出全4卷的25週年紀念藍光套裝。其中10月26日發售的最終卷〈魔界篇〉含〈TWO SHOTS〉、〈是成是敗〉兩篇新動畫。
| 日文標題     | 中文標題  | 分鏡     | 演出   | 作畫監督 | 總作畫監督 |
| ------------ | --------- | -------- | ------ | -------- | ---------- |
| TWO SHOTS    | TWO SHOTS | 阿部記之 | 豬狩崇 | 矢吹智美 | 丸藤廣貴   |
| のるかそるか | 是成是敗  | 阿部記之 | 豬狩崇 | 矢吹智美 | 丸藤廣貴   |

## 備註
1. ↑  1993年4月以後為朝日電視系列。

## 外部連結
- 官方网站（日語）
- 電視動畫官方網站（日語）
- 電視動畫25周年紀念官方網站（日語）
- 電視動畫的X（前Twitter）（日語）
- 在Netflix上觀看《幽遊白書》